# Ricky Kambuaya
Ricky Kambuaya (właśc. Ricky Richardo Kambuaya; ur. 5 maja 1996 w Sorongu) – indonezyjski piłkarz, występujący na pozycji pomocnika w indonezyjskim klubie Dewa United FC oraz w reprezentacji Indonezji. Uczestnik Pucharu Azji 2023.

## Statystyki

### Klubowe
Na podstawie:
| Klub               | Sezonów | Liga                   | Liga  | Liga   | Puchar | Puchar | Kontynentalne | Kontynentalne | Suma  | Suma   |
| Klub               | Sezonów | Liga                   | Mecze | Bramki | Mecze  | Bramki | Mecze         | Bramki        | Mecze | Bramki |
| ------------------ | ------- | ---------------------- | ----- | ------ | ------ | ------ | ------------- | ------------- | ----- | ------ |
| PS Mojokerto Putra | 2       | Liga 2                 | 45    | 16     | 0      | 0      | –             | –             | 45    | 16     |
| PSS Sleman         | 1       | Indonesia Super League | 14    | 0      | 4      | 0      | –             | –             | 18    | 0      |
| Persebaya Surabaya | 2       | Indonesia Super League | 20    | 6      | 5      | 0      | –             | –             | 25    | 6      |
| Persib Bandung     | 1       | Indonesia Super League | 22    | 0      | 1      | 0      | –             | –             | 23    | 0      |
| Dewa United FC     | 1       | Indonesia Super League | 20    | 2      | 0      | 0      | –             | –             | 20    | 2      |
|                    | Łącznie | Łącznie                | 121   | 24     | 10     | 0      | 0             | 0             | 131   | 24     |

### Reprezentacyjne
Na podstawie:
| Gole w reprezentacji | Gole w reprezentacji | Gole w reprezentacji | Gole w reprezentacji | Gole w reprezentacji | Gole w reprezentacji | Gole w reprezentacji | Gole w reprezentacji         |
| Lp.                  | Data                 | Miasto               | Przeciwnik           | Wynik                | Gole                 | Inne                 | Rozgrywki                    |
| -------------------- | -------------------- | -------------------- | -------------------- | -------------------- | -------------------- | -------------------- | ---------------------------- |
| 1.                   | 11.10.2021           | Buriram              | Chińskie Tajpej      | 3:0 (1:0)            | 54'                  | asysta               | Eliminacje Pucharu Azji 2023 |
| 2.                   | 25.11.2021           | Side                 | Mjanma               | 4:1 (3:0)            | 5'                   | asysta               | mecz towarzyski              |
| 3.                   | 01.01.2022           | Singapur             | Tajlandia            | 2:2 (1:0)            | 7'                   |                      | Mistrzostwa ASEAN 2020       |
| 4                    | 27.01.2022           | Gianyar              | Timor Wschodni       | 4:1 (0:1)            | 65'                  |                      | mecz towarzyski              |
| 5.                   | 30.01.2022           | Gianyar              | Timor Wschodni       | 3:0 (2:0)            | 72'                  | asysta               | mecz towarzyski              |

## Sukcesy
Na podstawie:

### Reprezentacyjne
- Zwycięzca Igrzysk Azji Południowo-Wschodniej 2023